# Без лица
«Без лица» (англ. Face/Off) — американский фантастический боевик 1997 года режиссёра Джона Ву, снятый по сценарию Майка Уэрба и Майкла Коллеари. В фильме снимаются Джон Траволта и Николас Кейдж в роли агента ФБР и террориста соответственно, которые подвергаются экспериментальной операции по смене лица и, в процессе, своей личности.
В фильме снимаются Джоан Аллен, Джина Гершон и Алессандро Нивола, а также Доминик Суэйн, Ник Кассаветис, Харви Преснелл, Колм Фиори, Кэрол Кристин Хилария Паундер и Томас Джейн в ролях второго плана. Основные съёмки начались 4 января 1997 года в Лос-Анджелесе и завершились 1 апреля. Музыку к фильму написал Джон Пауэлл.
«Без лица» стал первым голливудским фильмом, в котором Ву получил серьёзный творческий контроль. Он заслужил признание критиков за игру Кейджа и Траволты и стилизованные экшн-сцены. Фильм заработал 245 миллионов долларов по всему миру, что сделало его 11-м самым кассовым фильмом 1997 года, и был номинирован на премию «Оскар» за монтаж звуковых эффектов (Марк Стокингер и Пер Халлберг) на 70-й церемонии вручения премии «Оскар».
Картина была удостоена двух премий «Сатурн» в категориях «Лучший режиссёр» и «Лучший сценарий».
Фильм занял 12 место в списке 100 лучших экшен-фильмов по версии сайта Time Out.

## Сюжет
Специальный агент ФБР Шон Арчер долго и тщательно выслеживает братьев Трой: Кастора и Поллукса знаменитых международных террористов. К Кастору он имеет личный счёт: тот случайно убил пятилетнего сына Арчера за 6 лет до событий фильма (пуля попала Арчеру в спину, не задев жизненно важных органов, прошла навылет и поразила мальчика в голову). ФБР засекает чартерный рейс, заказанный Поллуксом и решает перехватить братьев. Операция в аэропорту проводится успешно — Поллукс арестован, Кастор в коме. Однако вскоре выясняется, что перед отлётом братья установили бомбу с отравляющим газом где-то в городе. Поллукс отказывается сотрудничать, и коллеги Шона предлагают тому опасную авантюру — пересадку лица лежащего в коме Кастора.
Арчер в обличии Кастора садится в тюрьму для особо опасных преступников, где заключён Поллукс и узнаёт у него место закладки бомбы. Однако фортуна неожиданно поворачивается спиной к Арчеру — настоящий Кастор Трой очнулся и вынудил доктора пересадить ему лицо Арчера, после чего сжёг того вместе с агентами ФБР, знавшими о сути операции. И теперь перед Арчером стоит сложная задача — выбраться из тюрьмы, уничтожить Троя и доказать, что он — настоящий Арчер.
Кастор Трой с лицом Арчера освобождает своего брата и демонтирует бомбу, став национальным героем (человеком года по версии журнала Time). Затем он проводит ряд рейдов по секретным базам террористов и преступников, убивает директора службы (обставив дело как несчастный случай) и занимает его служебное кресло.
Арчер же с лицом Кастора тем временем успевает сбежать из тюрьмы, познакомиться с его сыном и подругой Сашей сестрой Дитриха. Кастор, выследив Арчера, устраивает штурм дома Дитриха и Саши. Рейд превращается в кровавую перестрелку в которой гибнут агенты ФБР и банда Троя. Во время боя Кастор убивает Дитриха. Затем в процессе схватки Арчер Трой убивает Поллукса. Арчеру Трою, Саше и Адаму удается сбежать. Вернувшись домой Арчер встречается со своей женой и убеждает её в произошедшей подмене (посредством факта о IV группе крови Кастора Троя). Ева все равно не доверяет Шону до конца, и Арчер рассказывает ей в подробностях забавную историю, произошедшую с их семьей. Арчер планирует убить Кастора на похоронах директора ФБР. Трой Арчер и Ева и коллеги Арчера ФБР присутствуют на похоронах Виктора Лаззаро. На церемонии в церкви, Трой Арчер со своей бандой бандитов встречает Шона. Кастор захватывает его жену Еву в заложницы. Благодаря внезапно появившейся Саше, Арчер убивает сообщников Кастора, Саша спасает Еву в перестрелке получает пулю и умирает на руках Шона. Арчер Обещает Умирающей Саше Позаботиться об Их Адаме и убережёт его от преступной жизни. Арчер Трой вступает в перестрелку в церкви с Троем, затем и в рукопашную драку со злодеем. Ненадолго Трой берёт Джейми В заложники, но она сбегает, ударив ножом бабочкой ему в ногу который, он дал ей для самообороны. После чего следует погоня на катерах. Погоня на катере по воде заканчивается Когда Арчер Трой и Трой Арчер вынуждены прыгнуть на пляж. В Результате столкновения их катер врезается на мель отбросив их на берег катер падает на камень и взрывается. Они начинают драться на смерть друг с другом. В результате схватки Шон убивает Троя выстрелом гарпуна в упор, а после хирургической операции приобретает своё настоящее лицо. Концом фильма становится сцена усыновления семьёй Арчера Адама - сына Саши от Кастора, ставшего сиротой.

## В ролях
| Актёр             | Роль                                               |
| ----------------- | -------------------------------------------------- |
| Джон Траволта     | Шон Арчер; Кастор Трой с лицом Шона Арчера         |
| Николас Кейдж     | Кастор Трой; Шон Арчер с лицом Кастора Троя        |
| Алессандро Нивола | Поллукс Трой брат Кастора                          |
| Джоан Аллен       | Ева Арчер жена Шона                                |
| Доминик Суэйн     | Джейми Арчер дочь Шона                             |
| Ник Кассаветис    | Дитрих Хасслер сообщник братьев Трой               |
| Джина Гершон      | Саша Хасслер возлюбленная Кастора и сестра Дитриха |
| Харви Преснелл    | Виктор Лазарро начальник Арчера                    |
| Колм Фиори        | Малкольм Уолш пластический хирург                  |
| Си Си Эйч Паундер | доктор Холлиз Миллер                               |
| Роберт Уиздом     | Тито Бьонди                                        |

## Критика
На сайте-агрегаторе Rotten Tomatoes фильм получил 92 % свежести, или 7,8 из 10, на основании 86 положительных рецензий критиков; при этом общий вывод критиков сайта был следующим: «Джон Траволта и Николас Кейдж играют в кошки-мышки (и в буквальном смысле играют друг друга) на красиво стилизованном фоне привычно изящного, чрезмерного насилия Джона Ву». На сайте Metacritic фильм получил 82 % из 100 на основании рецензии 25 критиков, обозначив «единодушное признание». На CinemaScore фильм получил оценку «B+» по шкале от A+ до F.
Смена ролей между Траволтой и Кейджем заслужила похвалу, как и череда стилизованных, жестоких действий. Кинокритик Chicago Sun-Times Роджер Эберт поставил фильму три звезды из четырёх, а также особо отметил: «Задействовав крупных кинозвёзд и попросив их сыграть друг друга, Ву и его сценаристы нащупали потрясающие контрапункты для места действия: в течение всего фильма вы переосмысливаете каждую сцену, понимая, что „другой“ персонаж „действительно“ её играет».

## Сиквел
В сентябре 2019 года киностудия Paramount Pictures объявила о планах снять новую версию фильма «Без лица». В феврале 2021 года стало известно, что вместо перезапуска будет снято продолжение, на место режиссера назначен Адам Вингард.